# Wolf Entertainment
Wolf Entertainment é uma produtora de televisão americana, fundada em 1988 por Dick Wolf, mais conhecida por produzir os franchises Lei & Ordem, OneChicago, e FBI. 
Em fevereiro de 2020, a Wolf Entertainment assinou um dos maiores contratos na história da televisão. O acordo de nove dígitos, que inclui serviços de broadcasting e streaming, fez com que a produtora, e os seus projetos, permanecesse na Universal Television, casa de longa data, por mais cinco anos.
Originalmente apelidada Wolf Films, a produtora foi renomeada para Wolf Entertainment em 2019.
Até julho de 2021, a Wolf Entertainment produziu cerca de 1900 horas de televisão e recebeu 94 nomeações para os prémios Emmy.

## Televisão
A Wolf Entertainment domina o horário nobre da televisão nos Estados Unidos, com programas na NBC e CBS. Atualmente, estão organizados da seguinte maneira: FBI, FBI: Most Wanted e FBI: International (Terças-feiras, na CBS), Chicago Fire, Chicago P.D., e Chicago Med (Quartas-feiras, na NBC), Lei & Ordem, Lei & Ordem: Unidade Especial (PT)/ Lei & Ordem: Unidade de Vítimas Especiais (BR) e Lei & Ordem: Organized Crime (Quintas-feiras, na NBC).
Em 2021, a Wolf Entertainment tornou-se parte da conversa em torno das representações da polícia na mídia. Numa conversa com Julian McMahon (FBI: Most Wanted), no canal de Youtube da Wolf Entertainment, Jason Beghe (Chicago P.D.) explicou: "Eu acho que sentimos uma certa responsabilidade em abordar estas questões, o que é divertido e desafiador. Felizmente temos bons escritores e bons conselheiros."

## Streaming
Em 2022, a Wolf Entertainment vai entrar no mundo do streaming com uma nova série, chamada On Call. O drama, com episódios de meia-hora, segue um polícia veterano e um polícia novato em Long Beach, Califórnia, tendo sido escolhida pelo serviço Freevee da Amazon. A série é uma produção conjunta com a ATTN e a Universal Television.

## Podcasts
Em 2019, Wolf Entertainment aventurou-se no mundo dos podcasts, com "The Squadroom", um programa complementar de Lei & Ordem: Unidade Especial.
Além disso, Wolf estreou um podcast chamado "Hunted" com Parker Posey no outono de 2019. O podcast, apontado como o primeiro de muitos podcasts futuros, tem como produtor executivo o Chefe do Departamento Digital da empresa, Elliot Wolf.

## Chefia
- Dick Wolf, presidente e CEO
- Peter Jankowski, presidente e COO
- Arthur W. Forney, chefe de pós-produção
- Elliot Wolf, chefe do departmento digital
- Tom Thayer, chefe do departamento de séries sem guião
- Anastasia Puglisi, vice-presidente sénior de séries com guião[8]

## Filmografia

### Com Guião
| Ano                     | Título                                                                             | Rede Distribuidora |
| ----------------------- | ---------------------------------------------------------------------------------- | ------------------ |
| 1989                    | Gideon Oliver                                                                      | ABC                |
| 1989                    | Christine Cromwell                                                                 | ABC                |
| 1990                    | Nasty Boys                                                                         | NBC                |
| 1990                    | H.E.L.P.                                                                           | ABC                |
| 1990–2010; 2022–present | Lei & Ordem                                                                        | NBC                |
| 1992                    | Mann & Machine                                                                     | NBC                |
| 1992                    | The Human Factor                                                                   | CBS                |
| 1993                    | Crime & Punishment                                                                 | NBC                |
| 1993                    | South Beach                                                                        | NBC                |
| 1994–1998               | New York Undercover                                                                | Fox                |
| 1995                    | The Wright Verdicts                                                                | CBS                |
| 1996                    | Swift Justice                                                                      | UPN                |
| 1997                    | Feds                                                                               | CBS                |
| 1997–1998               | Players                                                                            | NBC                |
| 1998                    | Exiled: A Law & Order Movie                                                        | NBC                |
| 1998                    | The Invisible Man                                                                  | N/A                |
| 1999–presente           | Lei & Ordem: Unidade Especial (PT)/ Lei & Ordem: Unidade de Vítimas Especiais (BR) | NBC                |
| 2000                    | D.C.                                                                               | The WB             |
| 2000–2001               | Deadline                                                                           | NBC                |
| 2000                    | Arrest & Trial                                                                     | Syndication        |
| 2001–2011               | Lei & Ordem: Intenções Criminosas (PT)/ Lei & Ordem: Crimes Premeditados (BR)      | NBC/USA Network    |
| 2003                    | Dragnet                                                                            | ABC                |
| 2005–2006               | Law & Order: Trial by Jury                                                         | NBC                |
| 2006                    | Conviction                                                                         | NBC                |
| 2009–2014               | Law & Order: UK                                                                    | ITV                |
| 2010–2011               | Law & Order: LA                                                                    | NBC                |
| 2012–presente           | Chicago Fire                                                                       | NBC                |
| 2014–present            | Chicago P.D.                                                                       | NBC                |
| 2015–present            | Chicago Med                                                                        | NBC                |
| 2017                    | Chicago Justice                                                                    | NBC                |
| 2017                    | Law & Order: True Crime                                                            | NBC                |
| 2018–presente           | FBI                                                                                | CBS                |
| 2018                    | Law & Order: Hate Crimes                                                           | NBC                |
| 2020–presente           | FBI: Most Wanted                                                                   | CBS                |
| 2021–presente           | Law & Order: Organized Crime                                                       | NBC                |
| 2021–presente           | FBI: International                                                                 | CBS                |
| 2025                    | On Call                                                                            | Prime Video        |

### Sem Guião
| Ano          | Título                   | Rede Distribuidora    |
| ------------ | ------------------------ | --------------------- |
| 2000-2002    | Arrest & Trial           | First-run syndication |
| 2002-2004    | Crime & Punishment       | NBC                   |
| 2013–present | Cold Justice             | TNT/Oxygen            |
| 2015–present | Nightwatch               | A&E                   |
| 2015         | Cold Justice: Sex Crimes | TNT                   |
| 2015         | 3AM                      | Showtime              |
| 2017         | Inside the FBI: New York | USA Network           |
| 2017–2020    | Criminal Confessions     | Oxygen                |
| 2019         | Murder for Hire          | Oxygen                |
| 2019         | First Responders Live    | Fox                   |
| 2023-present | LA Fire and Rescue       | NBC                   |
| TBA          | Final Moments            | Oxygen                |